# GreenMetric
UI GreenMetric – coroczny międzynarodowy ranking wyników zrównoważonego rozwoju uniwersytetów. Otrzymują one wynik, który odzwierciedla ich wysiłki w zmniejszeniu śladu ekologicznego uniwersytetu i edukacji i badań w zakresie zrównoważonego rozwoju. Ranking po raz pierwszy został przeprowadzony w 2010 roku przez Uniwersytet Indonezji w celu promowania zrównoważonego rozwoju w instytucjach szkolnictwa wyższego i umożliwienia porównania między nimi. Od tego czasu liczba uczestników wzrosła, a metodologia została udoskonalona na podstawie opinii uczestniczących uczelni. 
W pierwszym rankingu w 2010 roku wzięło udział 96 uniwersytetów. Na pierwszym miejscu znalazła się Uniwersytet Kalifornijski w Berkeley. Od edycji 2010 roku liczba uczestniczących uniwersytetów wzrosła do 956 w 2021 roku. 

## Metodologia i kryteria
W okresie od maja do października uczelnie są proszone o udział w badaniach, w których wypełnia się ankiety dotyczące ich wyników w zakresie zrównoważonego rozwoju. Wiele pytań w tym badaniu wymaga również przesyłania dokumentów dowodowych, aby uniknąć manipulacji. Ich wyniki są publikowane w grudniu.
Od 2014 roku uczelnie uczestniczące są oceniane zgodnie z sześcioma kryteriami. 